# 열중증
열중증(熱中症, 영어: hyperthermia, overheating)은 외부 공기의 고온다습함 등의 원인으로 체온 조절에 실패함으로써 발생하는 증상의 총칭으로, 고온장애이다. 한국의 기후는 일본보다 고온다습의 정도가 낮아 일반적인 경우 열사병 혹은 일사병과 유사한 개념으로 간주한다.

## 중증도 분류
기존의 열중증의 분류는 임상의료 현장에서 혼란을 초래하므로 열중증 1도, 2도, 3도로 표기하도록 일본신경구급학회 열중증 검토의원회가 개정했다.
- 1도 (경증, 그늘에서 쉬거나 수분을 보충함)
- 2도 (중등증, 병원에서 링거를 맞아야 함)
- 3도 (중증, 구급차에서 구명의료를 실시. 의료시설에 반송해 입원치료를 받아야 함)

## 구 분류
- 열실신(熱失神, heat syncope)
- 열경련(熱痙攣, heat cramps)
- 열피로(熱疲勞, heat exhaustion): 열에 장시간 노출되어 미열과 함께 어지러움, 구역, 실신 등이 생기는 상태이다. 쉬면 대개 좋아진다. 그러나 심해지면 열사병이 될 수도 있다.
- 열사병: 고열과 신경학적 증상을 동반하는 중증 응급 상태이다.

|          | 열실신 | 열경련 | 열피로 | 열사병      |
| -------- | ------ | ------ | ------ | ----------- |
| 의식     | 소실   | 정상   | 정상   | 심각한 장애 |
| 체온     | 정상   | 정상   | ～39°C | 40°C이상    |
| 피부온도 | 정상   | 정상   | 저온   | 고온        |
| 발한     | （＋） | （＋） | （＋） | （－）      |
| 중증도   | 1도    | 1도    | 2도    | 3도         |

### 열실신
직사광선 아래 장시간 움직이거나 고온다습한 실내에 있는 경우 발생한다. 발한으로 인한 탈수와 미세혈관 확장으로 몸 전체 혈액의 순환량이 줄어들 때 발생한다. 갑자기 의식을 잃으며 체온은 정상이고 발한 증상이 있으며 맥박은 느리다. 링거를 맞추고 냉각요법을 실시한다.

### 열경련
발한 증상이 크게 나타난 후 수분만을 보충해 염분 및 미네랄이 부족한 경우 발생한다. 갑자기 불수의성유통성경련과 경직 증상이 나타난다. 체온은 정상인 경우가 많으며 발한 증상이 있다. 식염수를 경구투여한다.

### 열피로
발한 증상이 커 수분과 염분 보급이 충분히 이뤄지지 못하고 탈수상태에 이르렀을 때 발생한다. 증상은 다양하며 직장온도가 39도 정도까지 상승하나 피부는 차가우며 발한 증상이 있다. 링거를 맞추고 냉각요법을 실시한다.

### 열사병
시상하부의 온열중추까지 장애가 발생한 경우 체온조절 기능이 상실되어 발생한다. 심각한 의식 장애가 발생하고 체온은 40도 이상 상승하며 발한 증상은 없고 피부는 건조하다. 속히 입원해 냉각요법을 실시한다.
열사병(熱射病, hyperthermia)은 체온이 40도 이상 고열이 나는 것이다. 그러나 단순히 열이 높다고 열사병이 아니다. 대개 닫힌 공간에서 지속적으로 열을 받아 체온이 올라감과 함께 대뇌의 열조절 중추가 파괴되어 땀을 내는 등의 발한 기능이 정지되어 체내 기온이 계속 고열 상태가 지속됨으로 신체 각 장기가 손상 받아 매우 위독한 상태가 된다. 사망률이 50-90% 이상 되는 매우 심각한 응급상황이다.
삼주징, 즉 세가지 주요 증상(triad)은 40도 이상의 고열, 땀이 나지 않음, 의식 변화이다. 그러나 땀이 날 수도 있다. 응급 처치로는 체온을 내리는 것이 주된 치료이다. 다른 원인으로는 내인성 원인, 즉 뇌의 손상으로 인한 체온 조절 불능이나 이상 고열, 혹은 패혈증을 비롯한 감염 등이 있다. 극히 드물게는 내분비의 이상으로 생길 수도 있다.

## 발병원인

### 환경
- 전일대비 급격히 온도가 오른 날
- 기온은 낮으나 습도가 높은 날
- 실내에서 실외로 갑자기 작업환경이 바뀐 경우(작업 일정 첫날~수일간 발생확률이 높음)
- 통계적으로 발생하기 쉬운 시간대는 오전 10시경, 오후 1시~2시경

### 체질적 원인
- 5세 이하의 유아
- 65세 이상의 고령자
- 비만인 사람
- 설사 등 탈수 증세를 보이는 사람
- 발열 증상이 있는 사람
- 수면부족의 경우

## 예방법
- 운동, 일하기 전에 위 등에 부담이 가지 않을 정도로 가능한 한 수분을 많이 섭취한다.
- 발한으로 상실한 수분과 염분을 충실히 섭취한다. 이온음료 등 염분과 당분을 섭취하기 쉽게 배합된 음료도 좋음.
- 염분 보충에는 된장국이나 스프 등 소금기가 있는 것이 체액과 염도가 비슷해 적당하다. 더위로 땀을 많이 흘린 상태에서 수분만 보충하게 되면 체액의 염분이 희석되어(체액의 절대량을 유지하기 위한 불가피한 긴급반응임) 정도가 심해지면 물중독증상으로 진행된다. 수분보충과 상관없이 무기력함을 느끼는 경우가 많고 자신도 모르는 사이에 증상이 심해지는 경우도 많으므로 신속한 대처가 필요하다.
- 충분히 수면을 취한다.
- 충분히 휴식을 취해가며 일한다.
- 체감온도를 낮추는 방법에 다음과 같은 방법이 있다.

1. 태양열을 피하고 통풍이 잘되게 한다.
2. 선풍기 바람을 작업장소로 향하게 한다
3. 부분 냉방
4. 통풍이 잘되는 작업복 작용
5. 냉매제 이용
6. 물의 기화열을 이용해 체온을 떨어뜨린다.

- 혼자서 일하는 경우 증상 발생시 늦게 발견될 수 있으므로 여럿이서 작업하는 편이 좋다.

## 응급조치법
- 경구수액제제 혹은 이온음료 등을 마시게 한다. 단 차가운 음료를 한꺼번에 마시게 하면 위경련 등이 일어날 수 있으므로 주의해야 한다. 또한 이온음료 등에는 나트륨 농도가 낮으므로 병적탈수 시 이온 음료를 마시게하면 저나트륨혈증으로 인한 중독이 유발될 가능성이 있다. 영유아는 특히 주의해야 하며 경구수액제제를 투여하는 것이 바람직하다. 쉽게 얻을 수 있는 음료로는 된장국 등이 매우 유용하다. 여름철에 과도한 외부 노동을 하는 경우 미리 음용해 두는 것이 증상 발현 방지에 중요하다. 염분을 과잉 섭취해도 단기적으로는 생명에 지장이 생길 가능성은 거의 없으므로 다량 섭취해도 좋다.
- 분무기로 전신에 물을 뿌려 기화열로 냉각시킨다. 분무기가 없는 경우 입으로 물을 뿌려도 좋다. 이때 물은 차갑지 않아도 된다. 물을 한꺼번에 뿌리면 충격이 크므로 찬 캔이나 얼음주머니 등을 겨드랑이나 가랑이 등에 동맥이 집중되는 부분에 대어 차게하면 좋다.
- 시원한 장소에서 휴식을 취하게 한다. 나무 그늘이나 냉방중인 곳에서 복장을 편안하게 하는 것이 좋다. 이런 장소가 근처에 없는 경우 부채 등으로 신속하게 몸을 식힌다.
- 신속하게 병원에 데려가거나 구급차를 부른다. 환자 이송 시 도움이 필요한 경우 큰 소리로 주위에 요청한다.
- 땀이 나지 않고 체온이 높지 않아도 열중증일 가능성이 있다. 탈수 증상이 있는 경우 땀이 날 수 없다.
- 체온 조절이 되지 않아 고온다습한 체육관 내에서 운동 중에도 한기 등을 호소하는 경우가 있는데 이럴 때는 열사병을 의심해보는 것이 좋다.
- 열중증은 자각증상이 거의 없다. 본인은 괜찮다고 느껴도 자각증상이 나타났을 때에는 이미 심각한 상태일 수 있기 때문에 주의해야 한다.

## 같이 보기
- 기후변화가 인류보건에 미치는 영향